# Национальный морской парк Лас-Баулас
Национальный морской парк Лас-Баулас (исп. Parque Nacional Marino Las Baulas) — природный заповедник Коста-Рики, часть Темпискетской природоохранной зоны, покрывает приблизительно 220 км² морской территории около города Тамариндо. Здесь находится крупнейшая колония морских кожистых черепах на тихоокеанском побережье Коста-Рики. Более половины парка составляет подводная часть и подлежит охране. Однако, здесь разрешено заниматься дайвингом.